# روبرت تانر
روبرت تانر (بالفنلندية: Lauri Tanner)‏ (20 نوفمبر 1890 بهلسنكي في فنلندا - 11 يوليو 1950 بهلسنكي في فنلندا) هو لاعب جمباز فني ولاعب كرة قدم فنلندي في مركز الوسط، شارك في الألعاب الأولمبية الصيفية 1912. وشارك مع منتخب فنلندا لكرة القدم. أما مع النوادي، فقد لعب مع نادي هلسنكي.

## وصلات خارجية
- روبرت تانر على موقع الاتحاد الدولي (مؤرشف)  (الإنجليزية)
- روبرت تانر على موقع قاعدة بيانات كرة القدم.إي يو (الإنجليزية)
- روبرت تانر على موقع عالم كرة القدم.نت (الإنجليزية)
- روبرت تانر على موقع اللجنة الأولمبية الدولية (الإنجليزية)
- روبرت تانر على موقع أوليمبيديا (الإنجليزية)